# Сан-Никола-ла-Страда
Сан-Никола-ла-Страда (итал. San Nicola la Strada) — город в Италии, располагается в регионе Кампания, в провинции Казерта.
Население составляет 20 502 человека (на 2002 г.), плотность населения составляет 136 чел./км². Занимает площадь 04. Jul км². Почтовый индекс — 81020. Телефонный код — 0823.
Покровителем коммуны почитается святитель Николай Мирликийский, празднование в Светлый Вторник.